# Romeo e Giulietta (film 1996)
Romeo e Giulietta è un film pornografico del 1996 diretto da Joe D'Amato.